# Anarrhichthys ocellatus
Anarrhichthys ocellatus är en fiskart som beskrevs av Ayres, 1855. Anarrhichthys ocellatus är enda arten i släktet Anarrhichthys, som tillhör familjen havskattsfiskar. Inga underarter finns listade.
Artens utbredningsområde är i norra stilla havet och anges till Japanska havet, Ochotska havet samt längs de Aleutiska öarna ända till Krenitzinöarna, samt Imperial Beach i södra Kalifornien.